# Чемпионат России по дзюдо 1997
Чемпионат России по дзюдо 1997 года проходил в Москве с 9 по 12 декабря.

## Медалисты

### Мужчины
| Категория                   | Золото                      | Серебро                              | Бронза                                                    |
| --------------------------- | --------------------------- | ------------------------------------ | --------------------------------------------------------- |
| Наилегчайший вес (до 60 кг) | Владимир Дегтярёв Челябинск | Александр Ридный Красноярск          | Алексей Майоров Красноярск Константин Бутенин Красноярск  |
| Полулёгкий вес (до 66 кг)   | Ислам Мациев Москва         | Магомед Джафаров Дагестан            | Мусса Настуев Майкоп Николай Ковях Тула                   |
| Лёгкий вес (до 73 кг)       | Виталий Макаров Челябинск   | Анатолий Ларюков Владикавказ         | Евгений Карпухин Красноярск Пилял Байчоров Майкоп         |
| Полусредний вес (до 81 кг)  | Павел Фунтиков Москва       | Герман Абдулаев Москва               | Александр Коновалов Майкоп Виталий Крутоголов Владикавказ |
| Средний вес (до 90 кг)      | Вадим Архипов Тюмень        | Дмитрий Белин Алтайский край         | Дмитрий Морозов Челябинск М. Батковели Махачкала          |
| Полутяжёлый вес (до 100 кг) | Юрий Стёпкин Курск          | Александр Михайлин Москва            | Сурен Балачинский Москва Павел Столбов Красноярск         |
| Тяжёлый вес (свыше 100 кг)  | Тамерлан Тменов Владикавказ | Мурат Хасанов Майкоп                 | Дмитрий Дунаев Москва Тимур Бучукури Майкоп               |
| Абсолютная категория        | Сергей Игнатьев Красноярск  | Константин Лахтионов Республика Коми | Андрей Мизонов Москва Михаил Коробейников Москва          |

### Женщины
| Категория                   | Золото                                    | Серебро                           | Бронза                                                         |
| --------------------------- | ----------------------------------------- | --------------------------------- | -------------------------------------------------------------- |
| Наилегчайший вес (до 48 кг) | Любовь Брулетова Пермь                    | Светлана Комарова Дзержинск       | Татьяна Кувшинова Дзержинск Татьяна Шишкина Самара             |
| Полулёгкий вес (до 52 кг)   | Виктория Волотова Москва                  | Ирина Павленина Пермь             | Оксана Карзакова Тюмень Милана Клейна ХМАО                     |
| Лёгкий вес (до 57 кг)       | Ольга Федосеенко Болотное                 | Элла Кузьменко Московская область | Елена Пронина Москва Татьяна Миньковская Пермь                 |
| Полусредний вес (до 63 кг)  | Елена Петрова Санкт-Петербург             | Анна Сараева Самара               | Элина Новгородцева Санкт-Петербург Татьяна Богомякова Пермь    |
| Средний вес (до 70 кг)      | Елена Котельникова Липецк                 | Татьяна Гайдук Болотное           | Светлана Галянт Петропавловск-Камчатский Ольга Серикова Тюмень |
| Полутяжёлый вес (до 78 кг)  | Светлана Пантелеева Нижегородская область | Алла Куликова Пермь               | Полина Чеканина ХМАО Оксана Болтенкова Пермь                   |
| Тяжёлый вес (свыше 78 кг)   | Ирина Родина Тула                         | Светлана Гундаренко Челябинск     | Теа Донгузашвили Владикавказ Юлия Хехнёва Дзержинск            |
| Абсолютная категория        | Ирина Родина Тула                         | Виктория Казунина Москва          | Теа Донгузашвили Владикавказ Елена Герасимова Самара           |